# Diamante d'Oeste
Diamante d'Oeste est une municipalité brésilienne située dans l'État du Paraná.